# Phongsakon Sangkasopha
Phongsakon Sangkasopha (thailändisch พงศกร สังขโสภา; * 19. Oktober 2006) ist ein thailändischer Fußballspieler.

## Karriere
Phongsakon Sangkasopha spielte in der Saison 2022/23 beim Drittligisten Hua Hin City FC. Mit dem Verein aus Hua Hin spielte er in der Western Region der Liga. Hier bestritt er 19 Ligaspiele. Ende August 2023 wechselte er zum ebenfalls in der Western Region spielenden Hua Hin Maraleina FC. Nach acht Drittligaspielen unterschrieb er im Februar 2024 einen Vertrag beim Erstligisten Ratchaburi FC. Sein Erstligadebüt für den Verein aus Ratchaburi gab Sangkasopha am 20. April 2024 (25. Spieltag) im Heimspiel gegen Buriram United. Bei der 1:4-Heimniederlage wurde er in der 78. Minute für Siwakorn Jakkuprasat eingewechselt. In seiner ersten Erstligasaison bestritt er fünf Erstligaspiele.